# Ivars Ijabs
Ivars Ijabs (ur. 17 listopada 1972 w Rydze) – łotewski politolog, publicysta i nauczyciel akademicki, poseł do Parlamentu Europejskiego IX i X kadencji.

## Życiorys
Początkowo zajmował się działalnością muzyczną, ukończył Łotewską Akademię Muzyczną im. Jāzepsa Vītolsa w Rydze, specjalizując się w grze na rogu. Później do 2003 studiował na wydziale historii i filozofii Uniwersytetu Łotwy, uzyskał licencjat i magisterium w dziedzinie filozofii. W 2007 doktoryzował się na tej uczelni z zakresu nauk politycznych. W 2004 podjął pracę na macierzystym uniwersytecie jako nauczyciel akademicki, w 2007 objął stanowisko profesora nadzwyczajnego. Wykładał też m.in. na Akademii Obrony Narodowej Łotwy. W pracy naukowej zajął się głównie zagadnieniami z zakresu teorii polityki, filozofii polityki oraz historii idei politycznych.
Autor i redaktor książek z zakresu teorii polityki, a także aktywny komentatory wydarzeń politycznych w łotewskich mediach. Został też przewodniczącym Latvijas Politologu biedrība, łotewskiego towarzystwa politologicznego.
W styczniu 2019 został głównym kandydatem liberalnej koalicji Dla Rozwoju/Za! w wyborach europejskich zaplanowanych na maj tegoż roku. W wyniku tych wyborów uzyskał mandat posła do Parlamentu Europejskiego IX kadencji. W 2020 przejął czasowo obowiązki przewodniczącego partii Dla Rozwoju Łotwy, a w maju 2021 został jednym ze współprzewodniczących partii. W 2024 z ramienia swojego ugrupowania został wybrany do Europarlamentu X kadencji. Współprzewodniczącym partii był do listopada 2024, pozostał następnie członkiem zarządu swojej formacji.